# Osiedle Przyjaźni (Wodzisław Śląski)
Osiedle Przyjaźni w Wodzisławiu Śląskim – osiedle domków jednorodzinnych. Składa się z ulic Radlińskie Chałupki, Os. Przyjaźni, Bojowników, Więźniów Politycznych, Rybnicka, Ustronna. Osiedle to jest usytuowane w dwóch dzielnicach -  Nowe Miasto oraz Radlin II. Na terenie osiedla znajduje się parę mniejszych firm usługowych.